# Liste der Straßen und Plätze in Hamburg-Ottensen

Lage von Ottensen in Hamburg und im Bezirk Altona (hellrot)

Die Liste der Straßen und Plätze in Hamburg-Ottensen ist eine Übersicht der im Hamburger Stadtteil Ottensen vorhandenen Straßen und Plätze. Sie ist Teil der Liste der Verkehrsflächen in Hamburg.

## Überblick
In Ottensen (Ortsteilnummern 211 bis 214) leben 35469 Einwohner (Stand: 31. Dezember 2023) auf 2,8 km². Ottensen liegt in den Postleitzahlenbereichen 22763 und 22765.
In Ottensen gibt es 109 benannte Verkehrsflächen, darunter fünf Plätze.

## Übersicht der Straßen
Die nachfolgende Tabelle gibt eine Übersicht über alle benannten Verkehrsflächen – Straßen, Plätze und Brücken – im Stadtteil sowie einige dazugehörige Informationen. Im Einzelnen sind dies:
- Name/Lage: aktuelle Bezeichnung der Straße, des Platzes oder der Brücke. Über den Link (Lage) kann die Straße, der Platz oder die Brücke auf verschiedenen Kartendiensten angezeigt werden. Die Geoposition gibt dabei ungefähr die Mitte an. Bei längeren Straßen, die durch zwei oder mehr Stadtteile führen, kann es daher sein, dass die Koordinate in einem anderen Stadtteil liegt.
- Straßenschlüssel: amtlicher Straßenschlüssel, bestehend aus einem Buchstaben (Anfangsbuchstabe der Straße, des Platzes oder der Brücke) und einer dreistelligen Nummer.
- Länge/Maße in Metern:
Hinweis: Die in der Übersicht enthaltenen Längenangaben sind nach mathematischen Regeln auf- oder abgerundete Übersichtswerte, die im Digitalen Atlas Nord[1] mit dem dortigen Maßstab ermittelt wurden. Sie dienen eher Vergleichszwecken und werden, sofern amtliche Werte bekannt sind, ausgetauscht und gesondert gekennzeichnet.
Bei Plätzen sind die Maße in der Form a × b bei rechteckigen Anlagen oder a × b × c bei dreiecksförmigen Anlagen mit a als längster Kante dargestellt.
Der Zusatz (im Stadtteil) gibt an, wie lang die Straße innerhalb des Stadtteils ist, sofern sie durch mehrere Stadtteile verläuft.
- Namensherkunft: Ursprung oder Bezug des Namens.
- Datum der Benennung: Jahr der offiziellen Benennung oder der Ersterwähnung eines Namens, bei Unsicherheiten auch die Angabe eines Zeitraums.
- Anmerkungen: Weitere Informationen bezüglich anliegender Institutionen, der Geschichte der Straße, historischer Bezeichnungen, Baudenkmale usw.
- Bild: Foto der Straße oder eines anliegenden Objektes.

| Name/Lage                      | Straßen- schlüssel | Länge/Maße (in Metern)   | Namensherkunft | Datum der Benennung | Anmerkungen | Bild                                                 |
| ------------------------------ | ------------------ | ------------------------ | --- | ------------------- | --- | ---------------------------------------------------- |
| Abbestraße (Lage)              | A005               | 0155                     | Ernst Abbe (1840–1905), Physiker und Industrieller                                                                                 | 1950                | | Abbestraße                                           |
| Alma-Wartenberg-Platz (Lage)   | A875               | 0080 × 60 × 40           | Alma Wartenberg (1871–1928), SPD-Politikerin und Frauenrechtlerin                                                                  | 1996                | | Alma-Wartenberg-Platz                                |
| Am Born (Lage)                 | A197               | 0280                     | nach der Bezeichnung für eine Quelle oder einen Brunnen                                                                            | 1950                | | Am Born                                              |
| Am Felde (Lage)                | A224               | 0425                     | nach der ehemaligen Lage der Straße                                                                                                | 1856                | | Am Felde                                             |
| Am Pflug (Lage)                | A309               | 0050                     | nach einem Flurnamen | 1956                | | Am Pflug                                             |
| Am Rathenaupark (Lage)         | A318               | 0225                     | nach der Lage am gleichnamigen Park, benannt nach dem Politiker Walter Rathenau                                                    | 1945                | | Am Rathenaupark                                      |
| Am Sood (Lage)                 | A333               | 0070                     | nach einem dort befindlichen Brunnen                                                                                               | 1889                | | Am Sood                                              |
| Antonia-Kozlova-Straße (Lage)  | A                  | 0220                     | Antonia Kozlova (1921–1943), russische Zwangsarbeiterin                                                                            | 2022                | Antonia Kozlova wurde zusammen mit vier weiteren Frauen in Hamburg ohne Strafverfahren hingerichtet, nachdem sie gegen die schlechten Lebensbedingungen der Zwangsarbeiterinnen in den Norddeutschen Leichtmetall- und Kolbenwerken in Altona-Ottensen protestiert hatte. In der Entstehung (Stand: Sommer 2025) |                                                      |
| Arnemannstraße (Lage)          | A464               | 0070                     | Carl Theodor Arnemann (1804–1866), Kaufmann und erster Direktor der Altona-Kieler Eisenbahn-Gesellschaft                           | 1892                | siehe auch Karl-Theodor-Straße | Arnemannstraße                                       |
| Arnoldstraße (Lage)            | A271               | 0320                     | nach einem Vorbesitzer des Geländes                                                                                                | vor 1856            | | Arnoldstraße                                         |
| Bahrenfelder Kirchenweg (Lage) | B031               | 0195 (im Stadtteil)      | nach Lage und Funktion von Bahrenfeld zur Kirche in Ottensen führend                                                               | 1950                | nördlich der S-Bahn-Gleise in Bahrenfeld | Bahrenfelder Kirchenweg                              |
| Bahrenfelder Straße (Lage)     | B034               | 1340                     | Hamburger Stadtteil Bahrenfeld | vor 1856            | | Bahrenfelder Straße                                  |
| Barnerstraße (Lage)            | B077               | 0715                     | Hans Barner, Drost in Pinneberg im 16. Jahrhundert                                                                                 | 1893                | | Barnerstraße                                         |
| Beetsweg (Lage)                | B140               | 0120                     | nach der im 17. Jahrhundert in Altona ansässigen Mennonitenfamilie Beets                                                           | 1950                | | Beetsweg                                             |
| Behringstraße (Lage)           | B148               | 1135 (im Stadtteil)      | Emil von Behring (1854–1917), Mediziner                                                                                            | 1950                | westlich der Griegstraße in Othmarschen | Behringstraße                                        |
| Bei der Osterkirche (Lage)     | B179               | 0115                     | nach der Lage an der gleichnamigen Kirche                                                                                          | 1930                | | Bei der Osterkirche                                  |
| Bei der Reitbahn (Lage)        | B182               | 0090                     | nach einer Reitbahn, die den dänischen Husaren gehörte                                                                             | vor 1860            | | Bei der Reitbahn                                     |
| Bei der Rolandsmühle (Lage)    | B183               | 0315                     | nach dem Besitzer einer im Dreißigjährigen Krieg verfallenen Mühle                                                                 | 1924                | Es handelt sich um einen Übertragungsfehler, denn der Besitzer hieß Ruland. | Bei der Rolandsmühle                                 |
| Bergiusstraße (Lage)           | B257               | 0285                     | Friedrich Bergius (1884–1949), Chemiker                                                                                            | 1950                | | Bergiusstraße                                        |
| Bernadottestraße (Lage)        | B278               | 1090 (im Stadtteil)      | Folke Bernadotte (1895–1948), schwedischer Offizier                                                                                | 1948                | bis Hohenzollernring komplett in Ottensen, zwischen Hohenzollernring und Griegstraße nur die nördliche Straßenhälfte bis Griegstraße, südliche Hälfte in Othmarschen wie auch der weitere westliche Verlauf ab Griegstraße. Früherer Name: Moltkestraße. | Bernadottestraße                                     |
| Betty-Levi-Passage (Lage)      | B865               | 0135                     | Berta „Betty“ Levi (1882–1942), Mitglied einer alteingesessenen Altonaer Familie, Opfer des Nationalsozialismus                    | 1996                | | Betty-Levi-Passage                                   |
| Bielfeldtstraße (Lage)         | B310               | 0225                     | August Bielfeldt (1874–1948), Stadtverordneter von Altona                                                                          | 1951                | | Bielfeldtstraße                                      |
| Bleickenallee (Lage)           | B399               | 0695                     | Matthias Bleicken (1835–1900), von 1874 bis 1885 Bürgermeister von Ottensen                                                        | 1950                | | Bleickenallee                                        |
| Boninstraße (Lage)             | B469               | 0100                     | Eduard von Bonin (1793–1865), General und Kriegsminister                                                                           | 1895                | | Boninstraße                                          |
| Borselstraße (Lage)            | B505               | 0370                     | nach einem Flurnamen | 1892                | | Borselstraße                                         |
| Braunschweiger Straße (Lage)   | B566               | 0140                     | Karl Wilhelm Ferdinand von Braunschweig-Wolfenbüttel (1735–1806)                                                                   | 1895                | | Braunschweiger Straße                                |
| Bülowstieg (Lage)              | B678               | 0075                     | Hans von Bülow (1830–1894), Dirigent und Kapellmeister                                                                             | 1950                | | Bülowstieg                                           |
| Bülowstraße (Lage)             | B678               | 0385                     | Bernhard von Bülow (1849–1929), Politiker, von 1900 bis 1909 Reichskanzler des Deutschen Reichs                                    | 1909                | | Bülowstraße                                          |
| Bunsenstraße (Lage)            | B710               | 0150                     | Robert Wilhelm Bunsen (1811–1899), Chemiker                                                                                        | 1915                | | Bunsenstraße                                         |
| Daimlerstraße (Lage)           | D012               | 0430 (im Stadtteil)      | Gottlieb Daimler (1834–1900), Ingenieur und Industrieller                                                                          | 1950                | nördlich der Bahnbrücke in Bahrenfeld | Daimlerstraße                                        |
| Daimlertwiete (Lage)           | D013               | 0080                     | in Anlehnung an die Daimlerstraße                                                                                                  | 1950                | | Daimlertwiete                                        |
| Donnerstraße (Lage)            | D146               | 0200                     | Conrad Hinrich Donner, Kaufmann und Bankier                                                                                        | um 1865             | | Donnerstraße                                         |
| Eggersallee (Lage)             | E039               | 0275                     | Wilhelm Christian Friedrich Egger (1801–1870), Major der Altonaer Bürgerwehr                                                       | 1884                | | Eggersallee                                          |
| Elbchaussee (Lage)             | E122               | 1190 (im Stadtteil)      | nach der Lage (zeitweise) parallel zur Elbe                                                                                        | 1830                | Die Elbchaussee beginnt am Klopstockplatz und liegt zunächst bis Hohenzollernring komplett in Ottensen, westlich davon bis Lüdemanns Weg nur die südliche Straßenhälfte; die nördliche Straßenhälfte befindet sich in Othmarschen, ebenso komplett der weitere Verlauf bis Teufelsbrück; ab dort bis zur Kreuzung Mühlenberg/Manteuffelstraße/Schenefelder Landstraße liegt sie auf Nienstedtener Gebiet, weiter bis zum Ende führt sie durch Blankenese. | Elbchaussee (Ottensen)                               |
| Elbtreppe (Lage)               | E130               | 0240                     | nach der Funktion zur Elbe hinunterführend                                                                                         | 1950                | Fußweg | Elbtreppe                                            |
| Elisabeth-Will-Straße (Lage)   | E                  | 0110                     | Elisabeth Will (1926–2017), Abgeordnete und Alterspräsidentin der Altonaer Bezirksversammlung                                      | 2022                | in der Entstehung (Stand: Sommer 2022) |                                                      |
| Erdmannstraße (Lage)           | E202               | 0245                     | Joh. Joach. Erdmann (* 1835), Vorbesitzer des Geländes, der die Straße auch anlegte                                                | 1874                | | Erdmannstraße                                        |
| Erzbergerstraße (Lage)         | E234               | 0170                     | Matthias Erzberger (1875–1921), Publizist und Politiker                                                                            | 1945                | | Erzbergerstraße                                      |
| Eulenstraße (Lage)             | E260               | 0525                     | nach einem Gasthaus, an dessen Giebel sich eine Katze und eine Eule befanden                                                       | vor 1856            | | Eulenstraße                                          |
| Fischers Allee (Lage)          | F132               | 0800                     | Dr. Jacob Hermann Heinrich Fischer (1754–1814), Pastor in Ottensen und Eigentümer des Geländes                                     | um 1868             | | Fischers Allee                                       |
| Friedensallee (Lage)           | F224               | 1390 (im Stadtteil)      | zur Erinnerung an den Friedensvertrag von 1871                                                                                     | 1887                | nördlich des S-Bahnhofs Bahrenfeld in Bahrenfeld | Friedensallee                                        |
| Friedrich-Ebert-Hof (Lage)     | F231               | 0230                     | Friedrich Ebert (1871–1925), SPD-Politiker, von 1919 bis 1925 Reichspräsident der Weimarer Republik                                | 1951                | Innerhalb der namensgebenden Siedlung zwischen Friedensallee und Otawiweg | Friedrich-Ebert-Hof, Blick in Richtung Otawiweg      |
| Friesenweg (Lage)              | F245               | 0410                     | nach der früher hier gelegenen Friesenbrauerei                                                                                     | 1913                | westliche Straßenhälfte in Othmarschen | Friesenweg                                           |
| Gaußstraße (Lage)              | G028               | 0685                     | Carl Friedrich Gauß (1777–1855), Physiker                                                                                          | 1950                | | Gaußstraße                                           |
| Germerring (Lage)              | G077               | 0195                     | Martin Germer (1868–1927), Mitbegründer des Altonaer Spar- und Bauvereins von 1892                                                 | 1955                | | Germerring                                           |
| Griegstraße (Lage)             | G232               | 1110                     | Edvard Grieg (1843–1907), norwegischer Komponist                                                                                   | 1951                | westliche Straßenhälfte ab Friesenweg in südlicher Richtung in Othmarschen | Griegstraße                                          |
| Große Brunnenstraße (Lage)     | G265               | 1175                     | nach einem hier um 1800 herum gelegenen Gesundbrunnen                                                                              | vor 1856            | | Große Brunnenstraße                                  |
| Große Elbstraße (Lage)         | G266               | 0200 (im Stadtteil)      | nach der Lage an der Elbe | um 1801             | östlicher Teil in Altona-Altstadt | Große Elbstraße                                      |
| Große Rainstraße (Lage)        | G270               | 0410                     | nach einem Flurnamen „In de Reien“ bzw. „Reienkamp“                                                                                | vor 1856            | Der Flurname leitet sich von dem Begriff „Reien“ oder „Reye“ ab und bezeichnet einen kleinen Wasserlauf. | Große Rainstraße                                     |
| Grünebergstraße (Lage)         | G310               | 0850                     | Bernhard Grüneberg, (1861–1935), Arzt                                                                                              | 1950                | | Grünebergstraße                                      |
| Hahnenkamp (Lage)              | H044               | 0115                     | nach einer Flurbezeichnung | 1907                | | Hahnenkamp                                           |
| Harmsenstraße (Lage)           | H141               | 0265                     | Georg Wilhelm Harmsen (1854–1908), Bürgermeister in Ottensen                                                                       | 1951                | In späteren Jahren war Harmsen Senator in Altona und Abgeordneter im Provinziallandtag in Kiel. | Harmsenstraße                                        |
| Helmholtzstraße (Lage)         | H338               | 0190                     | Hermann von Helmholtz (1821–1894), Physiologe und Physiker                                                                         | 1912                | | Helmholtzstraße                                      |
| Hohenesch (Lage)               | H550               | 0295                     | nach einem Flurnamen | um 1860             | | Hohenesch                                            |
| Hohenzollernring (Lage)        | H557               | 1150                     | nach dem gleichnamigen Adelsgeschlecht                                                                                             | 1893                | Von 1922 bis 1933 war der Hohenzollernring in Bebelallee, Legienstraße und Von-Elm-Straße aufgeteilt, danach erhielt er seinen ursprünglichen Namen zurück; westliche Straßenhälfte zwischen Bernadottestraße und Elbchaussee in Othmarschen | Hohenzollernring                                     |
| Holländische Reihe (Lage)      | H573               | 0425                     | nach niederländischen Bürgern, die sich hier in der zweiten Hälfte des 16. Jahrhunderts ansiedelten                                | 17. Jahrhundert     | | Holländische Reihe                                   |
| Holstenring (Lage)             | H768               | 0335                     | in Anlehnung an die Holstentwiete                                                                                                  | 1982                | | Holstenring                                          |
| Holstentwiete (Lage)           | H591               | 0425                     | nach dem gleichnamigen Grundeigentümer                                                                                             | 1868                | | Holstentwiete                                        |
| Kaistraße (Lage)               | K025               | 0515                     | nach der Lage an der Elbe und den dortigen Kaianlagen                                                                              | 1878                | südliche Straßenhälfte in Altona-Altstadt | Kaistraße                                            |
| Karl-Theodor-Straße (Lage)     | K079               | 0200                     | Carl Theodor Arnemann (1804–1866), Kaufmann und erster Direktor der Altona-Kieler Eisenbahn-Gesellschaft                           | 1878                | siehe auch Arnemannstraße | Karl-Theodor-Straße                                  |
| Keplerstraße (Lage)            | K135               | 0375                     | Johannes Kepler (1571–1630), Astronom                                                                                              | 1950                | | Keplerstraße                                         |
| Kirchentwiete (Lage)           | K193               | 0210                     | alter Weg zur Ottenser Christianskirche                                                                                            | 1802                | | Kirchentwiete                                        |
| Klausstraße (Lage)             | K218               | 0180                     | Klaus Peters (1812–1878), Tischlermeister, der die Straße anlegte                                                                  | 1889                | | Klausstraße                                          |
| Kleine Brunnenstraße (Lage)    | K230               | 0075                     | in Anlehnung an die Große Brunnenstraße                                                                                            | vor 1856            | | Kleine Brunnenstraße                                 |
| Kleine Rainstraße (Lage)       | K236               | 0190                     | in Anlehnung an die Große Rainstraße                                                                                               | vor 1856            | | Kleine Rainstraße                                    |
| Klopstockplatz (Lage)          | K269               | 0105 × 30 × 10           | in Anlehnung an die Klopstockstraße                                                                                                | 1938                | | Klopstockplatz                                       |
| Klopstockstraße (Lage)         | K270               | 0170                     | Friedrich Gottlieb Klopstock (1724–1803), Dichter                                                                                  | 1846                | | Klopstockstraße                                      |
| Klopstockterrasse (Lage)       | K271               | 0070                     | in Anlehnung an die Klopstockstraße                                                                                                | 1908                | | Klopstockterrasse                                    |
| Kolbenhof (Lage)               | K                  | 0055 × 25                | in Anlehnung an das Erschließungsgebiet Kolbenhöfe auf dem ehemaligen Firmengelände der Norddeutsche Leichtmetall- und Kolbenwerke | 2022                | In der Entstehung (Stand: Sommer 2025) |                                                      |
| Leonore-Mau-Weg (Lage)         | L                  | 0160                     | Leonore Mau (1916–2013), Fotografin                                                                                                | 2022                | | Leonore-Mau-Weg                                      |
| Lilly-Giordano-Stieg (Lage)    | L                  | 0230                     | Lilly Giordano (1897–1980), Klavierlehrerin, Verfolgte des Nationalsozialismus                                                     | 2022                | Lilly Giordano war die Mutter des Schriftstellers Ralph Giordano. In der Entstehung (Stand: Sommer 2025) |                                                      |
| Lisztstraße (Lage)             | L200               | 0530                     | Franz Liszt (1811–1886), ungarischer Komponist                                                                                     | 1929                | | Lisztstraße                                          |
| Lobuschstraße (Lage)           | L204               | 0290                     | nach einer Flurbezeichnung | vor 1856            | | Lobuschstraße                                        |
| Lüdemanns Weg (Lage)           | L276               | 0125                     | J. Lüdemann, Gastwirt | 1856                | westliche Straßenhälfte in Othmarschen | Lüdemanns Weg                                        |
| Mottenburger Straße (Lage)     | M307               | 0150                     | nach einer volkstümlichen Bezeichnung für den Stadtteil                                                                            | 1950                | Aufgrund der ansässigen Glasindustrie und dem damit einhergehenden Glasstaub, litten viele Bewohner an Tuberkulose, ihre Lungen waren nach eigenen Angaben von Motten zerfressen; vor 1950 Hörmannstraße. | Mottenburger Straße                                  |
| Mottenburger Twiete (Lage)     | M383               | 0095                     | in Anlehnung an die Mottenburger Straße                                                                                            | 1976                | vor 1976 Teil der Eulenstraße | Mottenburger Twiete                                  |
| Museumstraße (Lage)            | M349               | 0270                     | nach der Lage am Altonaer Museum                                                                                                   | 1922                | östliche Straßenhälfte in Altona-Altstadt | Museumstraße                                         |
| Nernstweg (Lage)               | N029               | 0260                     | Walther Nernst (1864–1941), Physiker und Chemiker                                                                                  | 1950                | | Nernstweg                                            |
| Neumühlen (Lage)               | N086               | 0880                     | nach der bereits 1420 erwähnten Wassermühle „Nege Mole“ (Neue Mühle)                                                               | 1928                | | Neumühlen                                            |
| Neumühler Kai (Lage)           | N087               | 0760                     | in Anlehnung an die Straße Neumühlen, die oberhalb des Neumühler Kais verläuft                                                     |                     | keine Erwähnung bei Beckershaus und Hanke | Neumühler Kai                                        |
| Neumühler Kirchenweg (Lage)    | N088               | 0190                     | nach dem Weg zur Christianskirche                                                                                                  | vor 1880            | | Neumühler Kirchenweg                                 |
| Nöltingstraße (Lage)           | N141               | 0255                     | Emile Nölting (1812–1899), Kaufmann und Bankier                                                                                    | 1951                | | Nöltingstraße                                        |
| Ohmstraße (Lage)               | O071               | 0045                     | Georg Simon Ohm (1789–1854), Physiker                                                                                              | 1915                | | Ohmstraße                                            |
| Otawiweg (Lage)                | O158               | 0185                     | Otavi, Stadt in Namibia | 1942                | | Otawiweg                                             |
| Othmarscher Kirchenweg (Lage)  | O159               | 0150 (im Stadtteil)      | nach der Funktion zur Ottenser Christianskirche führend                                                                            | 1900                | westlich der Griegstraße in Othmarschen | Othmarscher Kirchenweg                               |
| Ottenser Hauptstraße (Lage)    | O162               | 0530                     | nach der Lage im Stadtteil | 1950                | | Ottenser Hauptstraße (Blick vom Bahnhof Altona)      |
| Ottenser Marktplatz (Lage)     | O163               | 0065x65x55               | nach Lage und Funktion im Stadtteil                                                                                                | 1990                | | Ottenser Marktplatz                                  |
| Övelgönne (Lage)               | O045               | 0025 (im Stadtteil)      | nach einer Flurbezeichnung | 1636                | überwiegender westlicher Teil in Othmarschen | Övelgönne                                            |
| Paul-Nevermann-Platz (Lage)    | P249               | 0070 × 40 (im Stadtteil) | Paul Nevermann (1902–1979), SPD, Politiker, von 1961 bis 1965 Erster Bürgermeister Hamburgs                                        | 1984                | laut Straßenverzeichnis nur in Altona-Altstadt und Altona-Nord, lt. Grundkarte westlicher Teil ab Höhe Ottenser Hauptstraße in Ottensen | Paul-Nevermann-Platz, Blick von der Max-Brauer-Allee |
| Piependreiherweg (Lage)        | P250               | 0120                     | nach der Zunft der Zigarrendreher                                                                                                  | 1985                | niederdeutsch Piependreiher = Pfeifendreher | Piependreiherweg                                     |
| Planckstraße (Lage)            | P135               | 0260                     | Max Planck (1858–1947), Physiker                                                                                                   | 1950                | | Planckstraße                                         |
| Prahlstraße (Lage)             | P189               | 0100                     | nach der Ottenser Vogtsfamilie Prahl                                                                                               | 1950                | | Prahlstraße                                          |
| Rainvilleterrasse (Lage)       | R035               | 0085                     | César Rainville (1767–1845), französischer Offizier und Gastwirt in Ottensen                                                       | 1884                | | Rainvilleterrasse                                    |
| Röhrigstraße (Lage)            | R235               | 0275                     | Johann Heinrich Röhrig (1859–1937), Mitbegründer des Altonaer Spar- und Bauvereins von 1892                                        | 1931                | | Röhrigstraße                                         |
| Rolandswoort (Lage)            | R267               | 0175                     | nach einem Flurnamen in Anlehnung an den Rechtsgelehrten Dr. Rütger Rulant                                                         | 1955                | siehe auch Bei der Rolandsmühle | Rolandswoort                                         |
| Rothestraße (Lage)             | R322               | 0140                     | nach dem „Rothe Hof“, 1780 erstmals erwähnt                                                                                        | 1848                | | Rothestraße                                          |
| Rütgerweg (Lage)               | R354               | 0105                     | Dr. Rütger Rulant (1568–1630), Rechtsgelehrter und Vorbesitzer des Geländes                                                        | 1950                | | Rütgerweg                                            |
| Scheel-Plessen-Straße (Lage)   | S126               | 0295                     | Carl von Scheel-Plessen (1811–1892), Oberpräsident von Altona                                                                      | 1897                | Die Straßenfläche befindet sich komplett in Ottensen, lediglich die Grundstücke Nr. 17 und 19 liegen auf dem Gebiet von Altona-Nord. | Scheel-Plessen-Straße                                |
| Schopenhauerweg (Lage)         | S276               | 0860                     | Arthur Schopenhauer (1788–1860), Philosoph                                                                                         | 1945                | Fußweg | Schopenhauerweg                                      |
| Spritzenplatz (Lage)           | S560               | 0080 × 60 × 60           | nach dem hier früher befindlichen Spritzenhaus der Feuerwehr                                                                       | 1904                | | Spritzenplatz                                        |
| Stangestraße (Lage)            | S587               | 0110                     | Prof. Max Stange (1856–1932), Dirigent und Komponist                                                                               | 1950                | | Stangestraße                                         |
| Susettestraße (Lage)           | S816               | 0150                     | Susette Gontard (1769–1802), Geliebte Friedrich Hölderlins                                                                         | 1950                | | Susettestraße                                        |
| Tiller-Giller-Promenade (Lage) | T                  | 0755 (im Stadtteil)      | Nadja Tiller (1929–2023), Schauspielerin, und Walter Giller, (1927–2011) Schauspieler                                              | 2025                | Das Ehepaar wohnte seit 2004 in der Seniorenresidenz Augustinum, die sich am westlichen Ende der Promenade befindet. Der etwas kürzere östliche Teil liegt in Altona-Altstadt. |                                                      |
| Tönsfeldtstraße (Lage)         | T120               | 0405                     | Gottfried Johann Nicolaus Tönsfeldt (1844–1944), Pädagoge, Förderer des Schlag- und Fußballspiels                                  | 1950                | | Tönsfeldtstraße                                      |
| Völckersstraße (Lage)          | V052               | 0175                     | nach dem Grundeigentümer J. L. Völckers (* 1811)                                                                                   | um 1874             | | Völckersstraße                                       |
| Windhukstraße (Lage)           | W310               | 0245                     | Windhoek (von 1903 bis 1910 Windhuk), Hauptstadt von Namibia                                                                       | 1936                | | Windhukstraße                                        |
| Winterstraße (Lage)            | W324               | 0205                     | Joh. Christian Friedrich Winter (1818–1891), Privatlehrer und Mitglied der Gemeindevertretung in Ottensen                          | 1895                | | Winterstraße                                         |
| Zeißstraße (Lage)              | Z010               | 0345                     | Carl Zeiß (1816–1888), Unternehmer                                                                                                 | 1950                | In der Zeißstraße 74 lebte von 1967 bis zu seiner Verhaftung 1975 der Serienmörder Fritz Honka. | Zeißstraße                                           |
| Zeißtwiete (Lage)              | Z011               | 0055                     | in Anlehnung an die Zeißstraße | 1950                | | Zeißtwiete                                           |